# Renescure
Renescure é uma comuna francesa na região administrativa de Altos da França, no departamento do Norte. Estende-se por uma área de 18.93 km². Em 2010 a comuna tinha 2 129 habitantes (densidade: 112,5 hab./km²).